# Кайгородов, Константин Вениаминович
Константин Вениаминович Кайгородов (6 ноября 1982) — российский футболист, защитник, тренер.

## Биография
В качестве игрока выступал на позиции защитника. На профессиональном уровне провёл два сезона, выступая за ижевское «Динамо» (2001—2002). Сыграл 32 матча во втором дивизионе России.
Впоследствии занялся тренерской деятельностью, работал детским тренером в Ижевске и Волгограде. В 2009 году получил лицензию «С».
С середины 2010-х годов работал главным тренером женского клуба «Торпедо» (Ижевск). В 2017 году стал серебряным призёром первого дивизиона России. В 2018 году клуб под его руководством выступал в высшем дивизионе. В марте 2019 года уступил пост главного тренера Максиму Шевченко, но остался в тренерском штабе клуба. В конце октября после ухода Шевченко исполнял обязанности главного тренера в матче со «Звездой-2005» (0:5), после чего команда снялась с чемпионата.
В сезоне-2020/21 — тренер ФК «Зенит-Ижевск». В сентябре 2020 года, во время нахождения главного тренера команды Сергея Емельянова на больничном, исполнял обязанности главного тренера ФК «Зенит-Ижевск». После расторжения контракта с Емельяновым являлся и. о. главного тренера «Зенита-Ижевска». С 2021 года — тренер команд ФШМ в ЮФЛ.

## Личная жизнь
Брат Дмитрий (род. 1979) — футболист и спортивный организатор.